# ديرك مولر
ديرك مولر (بالهولندية: Dirk Müller)‏ هو نحات هولندي، ولد في 29 نوفمبر 1946 في هيمستيده في هولندا.

## معرض صور

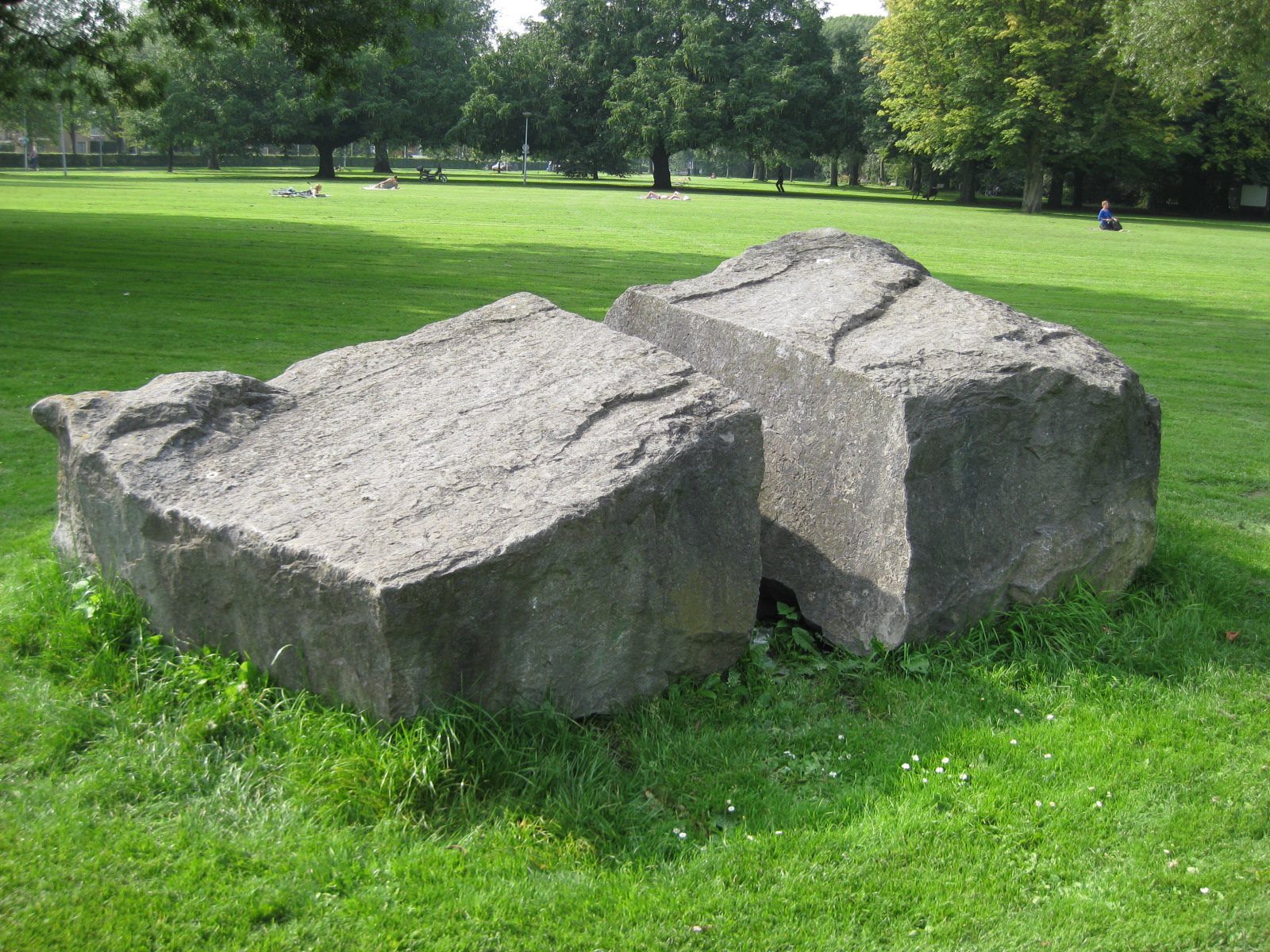
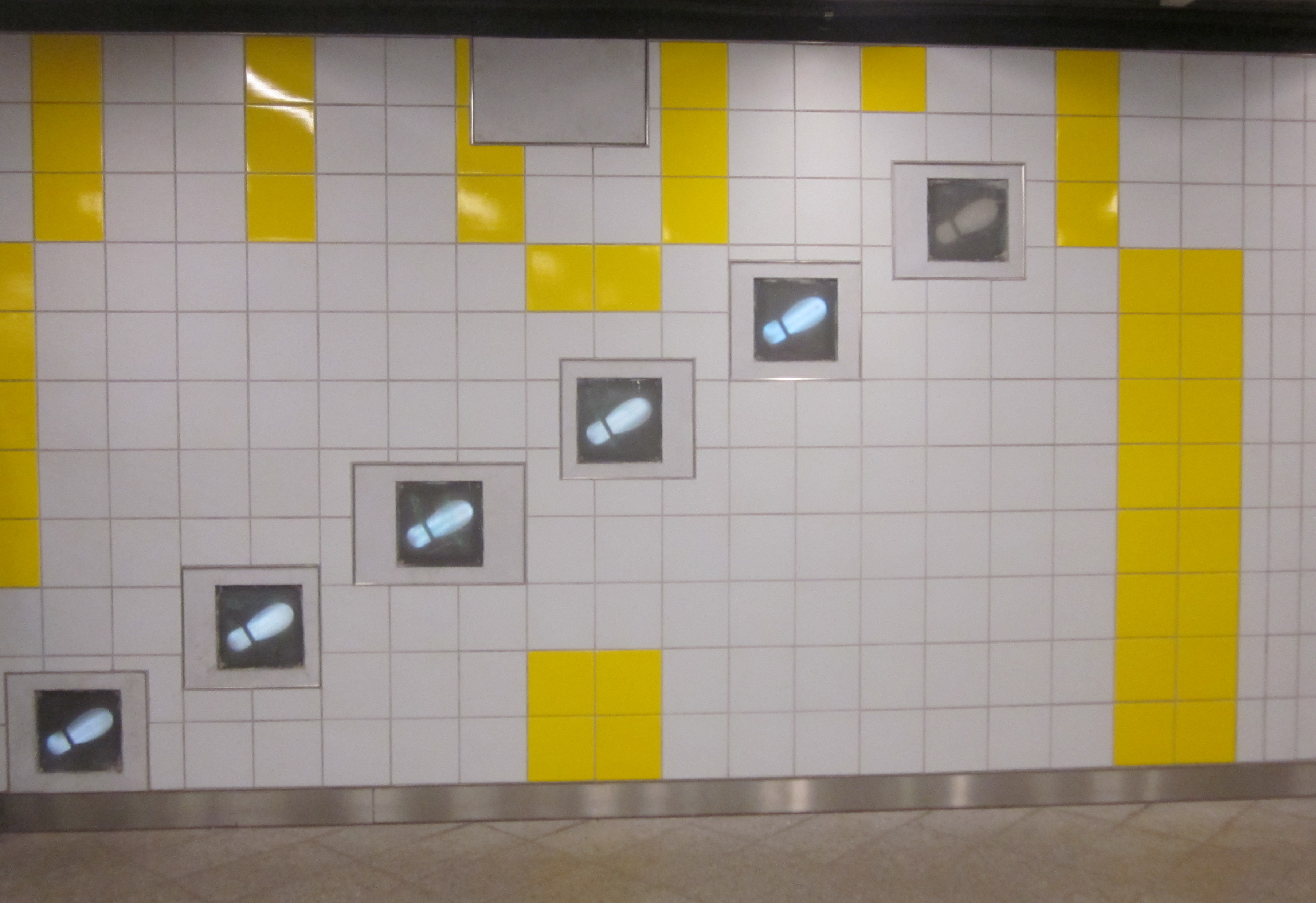
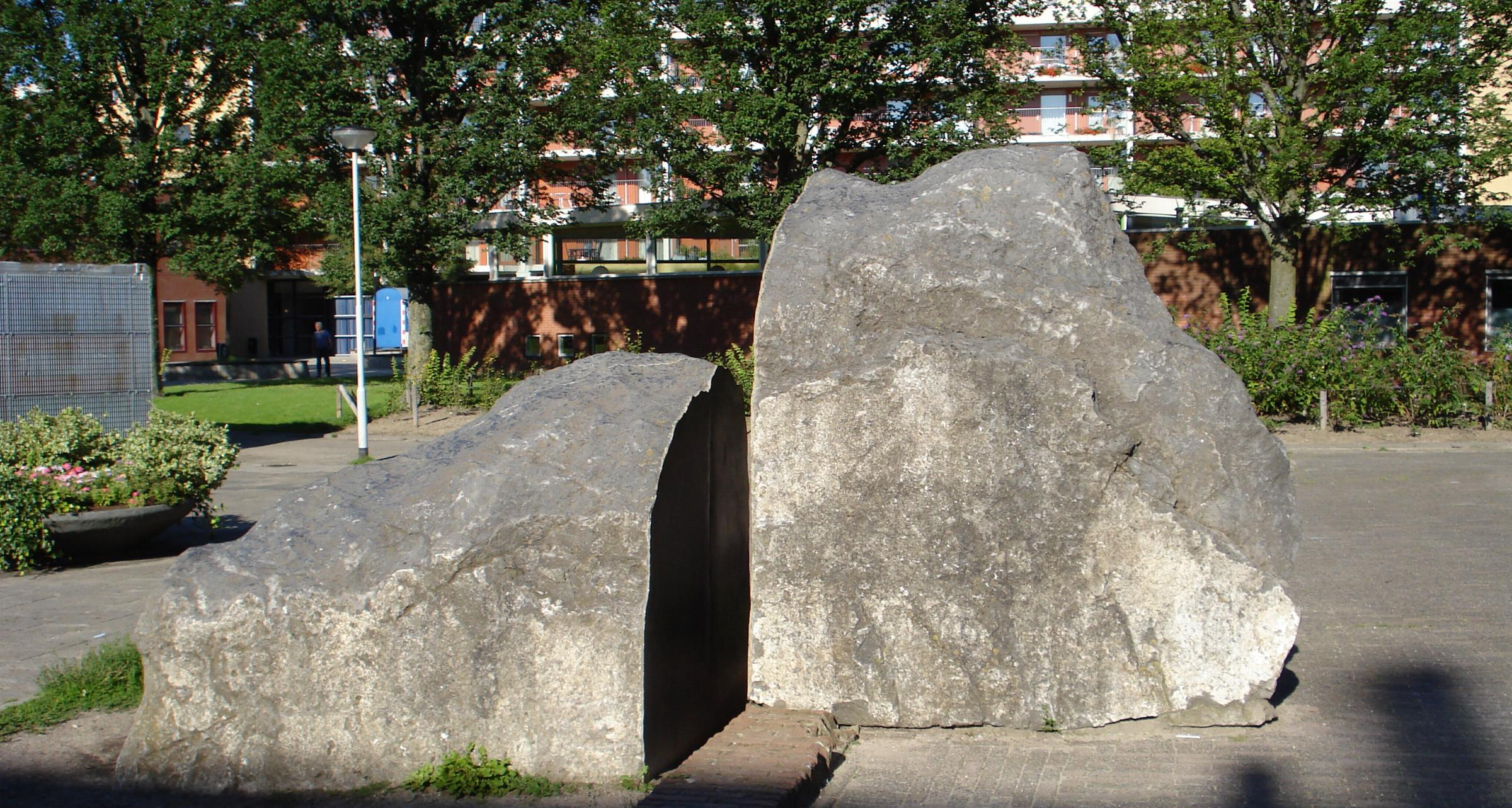